# 马克拉
马克拉（義大利語：Macra），是意大利库内奥省的一个市镇。总面积24平方公里，人口56人，人口密度2.3人/平方公里（2009年）。ISTAT代码为004112。